# Södra Finnskoga distrikt
Södra Finnskoga distrikt är ett distrikt i Torsby kommun och Värmlands län. Distriktet ligger omkring Bograngen i norra Värmland och gränsar till Norge.

## Tidigare administrativ tillhörighet
Distriktet inrättades 2016 och utgörs av Södra Finnskoga socken i Torsby kommun.
Området motsvarar den omfattning Södra Finnskoga församling hade vid årsskiftet 1999/2000.

## Tätorter och småorter
I Södra Finnskoga distrikt finns en småort men inga tätorter. 

### Småorter
- Bograngen